# Courant tellurique
 (avril 2017).
Si vous disposez d'ouvrages ou d'articles de référence ou si vous connaissez des sites web de qualité traitant du thème abordé ici, merci de compléter l'article en donnant les références utiles à sa vérifiabilité et en les liant à la section « Notes et références ».
Ne doit pas être confondu avec les phénomènes pseudoscientifiques décrits en géobiologie.

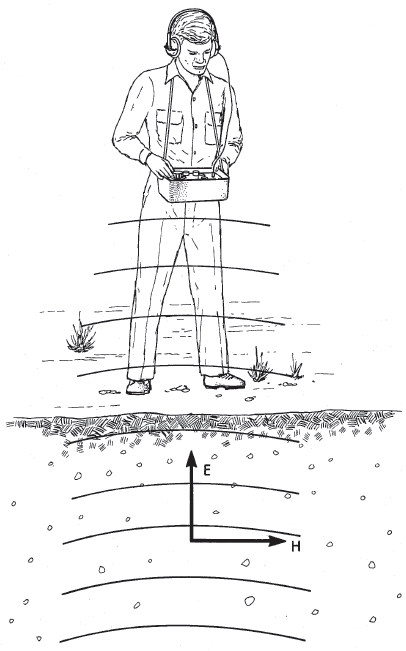
Courant tellurique

Le courant tellurique est un courant électrique qui circule dans la croûte terrestre.

## Description

### Origines naturelles
Ces courants ont des origines naturelles :
- variations du champ magnétique terrestre ;
- phénomènes d'ionisation dans la haute atmosphère dus au rayonnement solaire ;
- déplacement de fluides conducteurs (eau, magma , etc.) dans le champ magnétique terrestre (magnétohydrodynamique).

### Origines artificielles
Le courant de terre a aussi une origine artificielle :
- fuites des réseaux électriques ;
- fuites des installations industrielles ;
- retour de courant des chemins de fer à courant continu ;
- ondes radio (particulièrement extrêmement basse fréquence (ELF)).

## Typologie
Une trentaine de mécanismes ont été identifiés :

### Phénomènes spatiaux
- Courant induit géomagnétiquement (GIC): L'impact des vents solaires sur l'ionosphère génère un courant électrique qui affecte le champ géomagnétique, et les anomalies géomagnétiques qui en résultent induisent des courants telluriques dans le sol.
- Flux de particules cosmiques : particules de hautes énergie générant des GIC.
- Plasma du champ magnétique planétaire : lorsque les émissions ultraviolettes et de rayons X d'une étoile rencontrent le champ terrestre, les interactions créent un plasma d'électrons.

### Phénomènes atmosphériques
- Perturbations ionosphériques itinérantes : Un évènement soudain, tel qu'un tremblement de terre, un tsunami, une éruption volcanique ou le lancement d'une fusée, génère une onde de compression atmosphérique qui peut affecter l'ionosphère. Cela a alors le même effet qu'un GIC.
- Foudre et courants d'induction générés par la foudre.
- Induction et plasma d'un siffleur : Un siffleur est une perturbation électromagnétique liée à l'orage. Sa propagation peut induire un courant tellurique.
- Foudre causée par un orage volcanique.
- Électrisation provoquée par un orage : Un orage s'accompagne d'un champ électrique vertical. Les charges négative situées en bas peuvent interagir avec les charges du sol ou de l'océan.

### Phénomènes océaniques
- Effets électrochimiques dans l'océan : les variations de température, de salinité et de densité influencent la conductivité électrique de l'eau et ainsi des variations dans les courants électriques des océans.
- Induction des courants océaniques : Le déplacement des charges électriques de l'eau de mer peut interagir avec le champ géomagnétique.
- Électrisation océanique : les courants électriques de l'océan peuvent être transmis à la roche par induction électrostatique.
- Électrochimie métabolique dans l'océan : L’action métabolique du microbiote et du macrobiote des océans peut contribuer à un signal électrique mesurable.

### Phénomènes de surface
- Signaux artificiels : Certaines activités humaines peuvent provoquer des courants électriques terrestres. On peut mentionner par exemple les trains électriques ou les courants vagabonds.
- Électrochimie métabolique du sol : L’action quotidienne des organismes vivants qui peuplent les fissures du sol et des roches peut produire des signaux électriques issus de processus électrochimiques liés au métabolisme.
- Emission d'exoélectron (en)

### Phénomènes liés aux eaux souterraines
- Effets électrochimiques dans les eaux souterraines : Lorsque des fluides chargés en ions se déplacent dans une roche poreuse, un courant électrique est créé par le mouvement des ions en suspension.
- Effet électrocinétique (en) : L’interaction de l'eau chargée en ions avec la roche environnante crée une charge complémentaire dans la roche elle-même. Cela est suffisant pour créer un potentiel électrique sur une courte distance.
- Induction dynamo-sismique : Lors d'un tremblement de terre, les roches se déplacent avec les ondes sismiques. Si ces roches contiennent de l'eau chargée en ions, ces ions peuvent suivre ce mouvement. Ils crée alors un champ électrique.
- Ionisation radioactive : un radionucléide tel que le radon peut ioniser la matière environnante. Il pourrait ainsi ioniser des atomes des eaux souterraines, dont le mouvement générerait ainsi un signal électrique.

### Autres phénomènes terrestres
- Signaux électromagnétiques volcaniques ou sismiques : phénomènes observés mais pour lesquels on ne dispose pas de mécanisme explicatif
- Fractémission : Génération de charges électriques à la suite de la rupture d'une roche.
- Électrisation des défauts : La compression des roches peut créer des défauts dans celles-ci. Ces défauts peuvent libérer des porteurs de charge, ou au contraire créer des accepteurs de charges, tels que des vacuités. Ces phénomènes s'accompagnent d'émissions électromagnétiques.
- Effet piézo-électrique : provoqué par la déformation d'une roche sous la contrainte.
- Effet thermoélectrique et effet pyroélectrique : génération d'un courant électrique sous l'effet de la chaleur.
- Électrochimie du magma : Les mouvements du magma lors des phénomènes volcaniques pourraient hypothétiquement générer un signal électrique.
- Rayonnement ionisant : un courant électrique pourrait hypothétiquement être provoqué directement par le mouvement des particules chargées libérées par la désintégration de radionucléides.

### Phénomènes terrestres profonds
- Soubresaut géomagnétique (en) : changement assez soudain de l'accélération du champ magnétique terrestre, associés à des évènements du noyau terrestre profond.